# Patrick Chauvel
Pour les articles homonymes, voir Chauvel.
Ne doit pas être confondu avec Patrick Chauvet.
 (décembre 2021).
Si vous disposez d'ouvrages ou d'articles de référence ou si vous connaissez des sites web de qualité traitant du thème abordé ici, merci de compléter l'article en donnant les références utiles à sa vérifiabilité et en les liant à la section « Notes et références ».
Patrick Chauvel est un correspondant de guerre photographe, réalisateur de documentaire et écrivain français, né le 7 avril 1949 à Paris.
Il a couvert 34 guerres et a été blessé cinq fois.
Il participe et est invité à de nombreux événements dont le prix Bayeux 2017.
Il est fait chevalier dans l’ordre de la Légion d’honneur lors de la promotion du 14 juillet 2025.

## Biographie

### Famille et jeunesse
Patrick Chauvel est le fils de Jean-François Chauvel (journaliste) et d'Antonia Luciani qui a également été résistante et membre des SAS pendant la Seconde Guerre mondiale. Il est le petit-fils de Jean Chauvel (ambassadeur) et le neveu de Pierre Schoendoerffer (cinéaste). Il a une sœur Marie-Christine qui a onze mois de plus que lui, et un frère, né en 1946, qui est mort jeune. Ils ont vécu leurs premières années avec leurs grands-parents car leurs parents étaient souvent en voyage. Vers quatre ans, en juillet 1954, lui et sa sœur ont été pris en photo tenant une grille à Versoix qui est parue dans Paris Match avec cette légende : « Les accords de Genève, les petits-enfants de l'ambassadeur ». Plus tard son grand-père sera ambassadeur à Londres, et Patrick à cette occasion a joué parfois avec le prince Charles. Il a donc connu la Suisse puis Londres avant ses 10 ans, jusqu’à ce que son père décide de le mettre dans une pension, un peu militaire, à Jouy-en-Josas au collège de Valvert-Le Montcel, jugeant l’atmosphère d’une ambassade impropre à l’endurcissement,. Son fils Antoine Chauvel est également photographe.
Passionné par les récits de son père (Jean-François Chauvel), de son oncle (Pierre Schoendoerffer) et de leurs amis (Joseph Kessel, Lucien Bodard, Jean Lartéguy) et du photographe de guerre Gilles Caron, il décide, à 17 ans, d'être grand reporter photo.

### Débuts
En 1967, il part travailler comme volontaire dans un kibboutz en Israël, à peine arrivé, la guerre des Six Jours éclate. Il s’arrange pour suivre l’armée israélienne et effectue son premier reportage. La plupart de ses photos seront ratées.
Il décide de repartir en reportage et choisit, en hommage aux anciens d'Indochine, le Vietnam. Arrivé par hasard à Cholon quelques jours avant le début de l'offensive du Tet, il y fera plusieurs séjours et deviendra pigiste pour Associated Press et Reuters au sein de leurs bureaux de Saïgon.
En 1969, il fait un stage au service photo de France-Soir.

### L'agence Sipa
En 1970, Patrick Chauvel travaille pour l’agence Sipa Press et effectue alors une série de reportages photos sur le conflit nord-irlandais, en 1972 sur la guerre civile au Mozambique, et sur la guerre civile au Cambodge, où il sera blessé par quatre éclats d'obus de mortier de 82 mm lors d’un assaut contre les Khmers rouges en 1974.

### L'agence Sygma
En 1975, il est engagé par Hubert Henrotte, fondateur et patron de l’agence Sygma et recommence à allier reportages photos et documentaires. En Érythrée, pour un reportage sur le Front de libération de l'Érythrée et un documentaire avec Arnaud Hamelin.
En Irlande, il sera à nouveau blessé à la jambe par un tir à balle de caoutchouc de l’armée anglaise lors d’émeutes à Londonderry. Après une convalescence de quelques semaines, il repart couvrir la révolution des Œillets au Portugal et la résistance de Jonas Savimbi en Angola.
Lors de cette même année 1975, débute la guerre civile au Liban, commence alors pour lui, une longue série d’allers-retours dans ce pays. Présent au moment du siège de Tel al-Zaatar, il fait de nombreuses photos des combats. Le journal Newsweek (USA) lui proposera de devenir l’un de ses journalistes.
En 1978, il est fait prisonnier lors d’une offensive syrienne à Beyrouth par la Saika (groupe militaire palestinien d’obédience syrienne). Il est remis aux militaires syriens, emprisonné et interrogé pendant plusieurs jours. Il ne doit sa libération qu’à l’intervention de l’ambassadeur de France qui rapportera la preuve de sa qualité de journaliste.
De retour en France, il prépare un nouveau reportage et part au Zaïre avec le 2e régiment étranger de parachutistes couvrir l’opération française à Kolwezi.
En 1979, en l’espace de quelques mois, il assiste aux premières grandes manifestations islamistes, au Pakistan d’abord puis en Iran.
Blessé par balle à la cheville lors de la révolution iranienne par les gardiens de la révolution de Khomeini à Tabriz, il est contraint de quitter l’Iran après de nombreux mois passés dans ce pays.

#### L'Amérique centrale et l'Amérique latine
Patrick Chauvel part ensuite pour plusieurs mois en Amérique latine afin de couvrir la révolution au Nicaragua (1979), les élections en Jamaïque (où il fera également des reportages sur Marguerite Yourcenar et Bob Marley...), l’affaire de l’exode de Mariel à Cuba et la violence qui s’ensuivit à Miami.
En 1980, il est présent lors de l’assassinat de l’archevêque Romero au Salvador. Lors de son enterrement quelques jours plus tard, il fera une photo du massacre de San Salvador qui sera reprise dans de nombreux journaux et obtiendra le prix Missouri de la prestigieuse Université de journalisme des États-Unis.
De 1980 à 1984, il retourne en Asie et au Moyen-Orient pour couvrir l’invasion russe en Afghanistan et l’invasion israélienne au Liban, où il sera blessé par l'explosion d'un obus d'artillerie lourde israélienne en 1984.
De retour en Amérique du Sud, il couvre les conflits au Suriname (1987), les violences en Colombie (où l’une de ses photos du massacre de l’aéroport de Medellin obtiendra le prix Kodak en 1988), au Salvador à nouveau (1989) et enfin au Panama où, après avoir filmé les premières attaques contre Noriega, il sera grièvement blessé par un  tir ami américain au M16 qui lui vaudra une ablation partielle des intestins (1989).
Après plusieurs mois de convalescence, il repart avec la police de New York pour un reportage sur les violences urbaines (1990).
En Haïti en 1991 il embarque avec les boat-people vers les États-Unis. Ils feront naufrage après 3 jours de mer.
En 1992, il se rend au Pérou où ont lieu les attaques du Sentier lumineux et l'« auto-coup d'État » du président Fujimori.
Lorsque la guerre éclate en Yougoslavie, il rejoint Sarajevo où il couvrira le conflit jusqu’en 1994, avec quelques interruptions, pour réaliser d’autres reportages, comme en Somalie en 1993 où il assiste à l’intervention américaine qui tourne au désastre (Black Hawk Down).
En décembre 1995 il est en Tchétchénie. Arrivé très vite à Grozny, il couvre l’offensive russe. L’un de ses reportages obtiendra un des prix World Press Photo et le prix d'Angers en 1996.
En 2010, il est en Afghanistan ;  puis à Bangkok, en Thaïlande, pour couvrir les manifestations politiques.
En 2011, il couvre l'intervention militaire de la coalition franco-américano-européenne en Libye ; ainsi que la  révolution égyptienne au Caire.
En mars 2022, à 72 ans, Patrick Chauvel couvre l’invasion de l'Ukraine par la Russie.

### Le réalisateur de documentaires
Cette année-là, Patrick Chauvel quitte l’agence Sygma et décide d’arrêter le métier de photographe pour se consacrer au documentaire. L’absolue violence vécue en Tchétchénie le conforte dans l’idée que, plus que l’image, la parole lui est désormais nécessaire pour exprimer ce qu’il comprend des conflits.
Il réalise ainsi une série de documentaires pour la télévision française : la violence faite aux femmes en Algérie, le conflit israélo-palestinien, les traumatismes des enfants tchétchènes, le désarroi des artistes irakiens, les violences au Pakistan, en Thaïlande, à la frontière de l’Afghanistan, etc.
En 1998, il réalise avec Antoine Novat un film intitulé Rapporteurs de guerre. Sélectionné dans de nombreux festivals et très souvent diffusé à la télévision, ce documentaire interroge des reporters de guerre sur les raisons de leur engagement dans ce métier.

### L'écrivain
Passé à l’écriture au début des années 2000, il raconte ce qu’est, pour lui, cet engagement, dans un récit intitulé Rapporteur de guerre. En 2005, reprenant l’une des histoires vécues lors de la guerre du Vietnam, il publie un roman, Sky. Et en 2012, il publie un nouveau récit tiré de ses reportages, Les Pompes de Ricardo Jésus.

### Le conférencier engagé
Invité à présider le Festival des correspondants de guerre de Bayeux en octobre 2009, il présente son exposition de photographies où il mélange le monde de la guerre et celui de la paix, afin d’alerter ceux qui veulent ignorer les conflits, en les imaginant loin d’eux, intitulée Guerre-ici.
Il collabore en 2011 au projet de Danfung Dennis Condition One, qui travaille à enrichir le journalisme d’image grâce à la réalité augmentée et l’immersion visuelle. Il part pour cela dans le sud de la Thaïlande pour filmer les combats entre l’armée et les rebelles indépendantistes, en Égypte et en Libye aux côtés des combattants anti-Kadhafi en mars 2011, ainsi qu’à La Nouvelle-Orléans, pour filmer la police.
Depuis une dizaine d’années, il donne également des cours de photojournalisme dans diverses institutions (université Charles de Prague) et anime des ateliers sur la photographie, le journalisme, la mémoire et la guerre à travers le monde.
Patrick Chauvel participe à de nombreuses conférences et tables rondes sur les valeurs et l’éthique du métier de photoreporter.
Il est l’un des cofondateurs, avec le correspondant de guerre Rémy Ourdan de la Fondation WARM qui travaille sur la mémoire des conflits contemporains dans le monde et s’implique avec des chercheurs d’horizons divers dans une réflexion sur la guerre et la résolution des conflits.

## La Fondation Patrick-Chauvel
En 2014, il crée l’Association de préfiguration de la Fondation Patrick-Chauvel destinée à rassembler l’ensemble de son travail, à créer une plateforme de réflexion sur le métier de reporter de guerre et à servir de relais entre les générations en mettant en avant le travail de photographes peu connus.
En octobre 2019, ses archives — 380 000 photos et 1 000 heures de documentaires — sont hébergées au mémorial de Caen où une salle sera dédiée à son travail.

## Théâtres de guerre et conflits armés correspondants
La liste des guerres auxquelles Patrick Chauvel a participé est difficile à établir car il n'est pas facile de distinguer les guerres conventionnelles des guerres civiles, les campagnes des guerres, les combats urbains des opérations de police armées etc, et de prendre en compte le fait qu'il a parfois effectué plusieurs séjours sur un même théâtre d'opérations dans le cadre de guerres différentes
- 1968, Israël (pour mémoire, en tant que photographe amateur)
- 1968, Paris (révolte étudiante de mai 1968)
- 1969/1981, Irlande
- 1961/1991, guerre d’indépendance de l’Érythrée
- 1968/1970, guerre du Vietnam (offensive du Tết)
- 1974, guerre d’indépendance, Mozambique
- 1974, guerre du Cambodge
- 1975, guerre du Liban
- 1975, Angola, guerre civile
- 1978, guerre du Liban
- 1978, bataille de Kolwezi
- 1979, révolution iranienne, Téhéran
- 1979, révolution au Nicaragua
- 1980, Salvador
- 1980, soulèvement de Gwangju, Corée du Sud
- 1986, guerre civile du Suriname, Amérique du Sud
- 1988, Port-au-Prince, Haïti
- 1988, Panama
- 1989, Medellin, Colombie
- 1989, Salvador
- 1991, Haïti
- 1993, Lima, Pérou
- 1993, Mogadiscio, Somalie
- 1993, Sarajevo, Bosnie Herzégovine
- 1994, Haïti
- 1995, Tchétchénie
- 2008/2011, Sud Thaïlande
- 2010, Afghanistan
- 2010, manifestations de Bangkok, Thaïlande
- 2011, révolution au Caire, Égypte
- 2011, intervention militaire en Libye
- 2022, guerre russo-ukrainienne[12]

## Blessures
Patrick Chauvel  a été blessé sept fois. En Irlande par balle en caoutchouc, fracture du fémur ; au Panama, une balle de M16 (un tir ami) au ventre (ablation de 4 mètres d'intestin), une côte cassée et un trou dans le dos ; en Iran par les Gardiens de la révolution, une balle dans la cheville ; au Cambodge par les Khmers rouges, 4 éclats d'un obus de mortier de 82 mm ; au Liban, un obus d'artillerie lourde (155 mm)…

## Filmographie

### Réalisateur
- 1999 : Rapporteur de guerre
- 2016 : Le Siège, coréalisé avec Rémy Ourdan[13], sur le siège de Sarajevo — FIPA d'or 2016 du documentaire de création[14]

### Acteur
- 1982 : L'Honneur d'un capitaine de Pierre Schoendoerffer : Schuster
- 1984 : Le Juge de Philippe Lefebvre : Calvo

1984 : téléfilm : Un chien écrasé "Rico le Sarde"
- 1985 : Blessure de Michel Gérard : Alex
- 1992 : Ðiện Biên Phủ de Pierre Schoendoerffer : le lieutenant Duroc, pilote de DC3, ancien de Normandie Niemen
- 1994 : Pigalle de Karim Dridi : Jésus le gitan
- 1994 : Les hirondelles ne meurent pas à Jérusalem de Ridha Behi : Harry, le reporter
- 2004 : Le Petit Lieutenant de Xavier Beauvois : Patrick Belval
- 2004 : Là-haut, un roi au-dessus des nuages de Pierre Schoendoerffer : Radar, le photographe
- 2007 : L'Étoile du soldat de Christophe de Ponfilly : Vergos

## Expositions
- 2009 : Peurs sur la ville, Monnaie de Paris

En 2009, Patrick Chauvel fait un nouvel usage de la photographie en réalisant avec le retoucheur Paul Biota des séries de photomontages qui replacent les images de guerre au centre de Paris, en découpant des éléments extraits de ses photographies de guerre, au Liban, en Tchétchénie ou en Irak, pour les incruster près des images iconiques de la capitale (Panthéon, Arc de Triomphe, etc.). Il entend par là rappeler la fragilité de la paix.
- Mai 2012 : à l’occasion de la sortie de son livre Les Pompes de Ricardo Jésus, le musée du Montparnasse, à Paris, expose une rétrospective de ses photos de guerre de 1968 à 2012.

## Publications
- Rapporteur de guerre, éditions J’ai lu, 2003
- Sky. L’histoire d’une amitié, de l’enfer du Vietnam aux terres Chiricahuas, éditions J’ai lu, 2005
- Les Pompes de Ricardo Jesus, éditions Kero, 2012
- Ceux du nord. 140 photos inédites des photoreporters du Nord-Viêtnam entre 1996 et 1975, Les Arènes / Fondation Patrick-Chauvel, 2014
- Patrick Chauvel, t. 69, Reporters sans frontières (RSF) / édition illustrée, coll. « 100 photos pour la liberté de la presse », 3 mars 2022, 144 p. (ISBN 978-2362200854)[16].

## Distinctions
- Chevalier de la Légion d'honneur (2025)